# 八月はエロスの匂い
『八月はエロスの匂い』（はちがつはエロスのにおい）は、1972年に公開された藤田敏八監督の日本映画。『エロスの誘惑』、『エロスは甘き香り』と共に、藤田監督のエロス三部作と呼ばれる。日活株式会社、カラー作品/上映時間73分。
女は如何にして欲情するか、その不条理なエロスの世界が、八月のうだるような暑さを背景に描かれる。

## あらすじ
デパートの宝石売り場に勤務する中原圭子（川村真樹）は、ある日ハサミを凶器にした年下の青年（むささび童子）に、一瞬のうちに売上金を奪われ、手に傷を負ってしまうが、鮮烈な印象をおぼえる。デパート内では同僚たちから白い目で見られ、圭子はその言いようのない気持ちを元高校教師である恋人・芝木（永井鷹男）や、自分をかばってくれた売り場の主任にぶつけるが、いずれも満たされない。数日後、友人カップル（片桐夕子・白井権八）と、とあるカフェテラスへ入ったときに、偶然にも犯人の青年と再会する…。

## スタッフ
- 藤田敏八（監督／脚本）
- 大和屋竺（脚本）
- 安藤庄平（撮影）
- 大村武（美術）
- 紅谷慎一（録音）
- 高島正博（照明）
- 真田勉（音楽）
- 小原宏裕（助監督）

## キャスト
- 川村真樹：中原圭子
- 片桐夕子：武上英子
- 永井鷹男：芝本正秋
- むささび童子：虱
- 粟津號：福田一郎
- 浜口竜哉
- 堺美紀子：有閑マダム
- 清水国雄：ボーイ
- 中野由美：レジ
- しまさより：浜村清子
- 夢村四郎、白井権八、舟山礼、江ノ島るび